# Saint-Marcellin-en-Forez
Saint-Marcellin-en-Forez település Franciaországban, Loire megyében. Lakosainak száma 5088 fő (2022. január 1.). Saint-Marcellin-en-Forez Boisset-Saint-Priest, Bonson, Chambles, Chenereilles, Périgneux, Saint-Just-Saint-Rambert és Sury-le-Comtal községekkel határos.

## Népesség
A település népessége az elmúlt években az alábbi módon változott:
| Lakosok száma | 2096 | 2931 | 3133 | 4019 | 4455 | 4671 | 4848 | 5001 | 5027 | 5088 |
|               | 1968 | 1982 | 1990 | 2006 | 2013 | 2015 | 2017 | 2019 | 2020 | 2022 |